# Entrada (informàtica)
Entrada és un terme de la informàtica i de l'enginyeria de processos i organització, utilitzat per expressar una aportació o un canvi provinent de l'exterior en un sistema o procès, que queda així modificat de manera activa. En el cas del procés de descripció d'un model, l'entrada està connectada amb el concepte de sortida, que seria tot el que es produeix o surt del sistema o procès. En la teoria de la informació, una entrada es refereix a la informació rebuda en un missatge, o bé al procés de rebre-la.
En la interacció ésser humà-ordinador, l'entrada és la informació produïda per l'usuari amb el propòsit de controlar el programa. L'usuari comunica i determina quina mena d'entrades acceptaran els programes (per exemple, seqüències de control o de text escrites a màquina mitjançant el teclat i el ratolí). L'entrada prové també de dispositius de xarxes i emmagatzemament, per exemple, impulsors de discos.
En la teoria del control i la teoria de l'equitat les entrades són els senyals que alimenten el sistema i les habilitats del treballador respectivament.

## Dispositius d'entrada
Dispositius d'entrada són perifèrics com ara entre d'altres el teclat, ratolí, ratolí de bola, palanca de control, llapis òptic, micròfon, càmara web, escàner i pantalla tàctil.